# Labanda fasciata
Labanda fasciata är en fjärilsart som beskrevs av Walker 1865. Labanda fasciata ingår i släktet Labanda och familjen trågspinnare. Inga underarter finns listade i Catalogue of Life.